# Wojciech Walkiewicz
Wojciech Walkiewicz (ur. 28 lipca 1938 w Warszawie, zm. 16 lipca 2023 w Elblągu) – polski trener i działacz kolarski.

## Życiorys
Syn Wiktora. W latach 1958–1963 był zawodnikiem i trenerem w klubie Prim Ełk. Od 1965 pełnił funkcję szefa wyszkolenia w Polskim Związku Kolarskim i wspierał w tym charakterze trenera polskiej kadry szosowej Henryka Łasaka. Po śmierci Łasaka w styczniu 1973 zastąpił go na stanowisku trenera kadry i poprowadził polskich zawodników do zwycięstw w mistrzostwach świata w 1973 (indywidualnie Ryszard Szurkowski i drużyna w wyścigu na 100 km) i 1974 (indywidualnie Janusz Kowalski). Pomimo tych sukcesów, wobec nieporozumień z szefem kolarskiego pionu medycznego Zbigniewem Rusinem, a także z uwagi na konflikt wewnątrz kadry pomiędzy Ryszardem Szurkowskim i Stanisławem Szozdą, ustąpił z funkcji trenera z końcem 1974 (zastąpił go Karol Madaj). Następnie pracował jako szef szkolenia z olimpijską kadrą Meksyku (1979-1980), trener kolarstwa w Seattle, szef szkolenia w olimpijskiej kadrze Brazylii (1987-1988), trener kolarstwa i wykładowca The Wingate Institute (Narodowego Centrum Wychowania Fizycznego i Sportu) w Izraelu (1988-1992). 
W 1996 został prezesem Polskiego Związku Kolarskiego, pokonując w głosowaniu Zbigniewa Rusina. Ustąpił z tej funkcji w marcu 2010, przed końcem swojej kadencji. Pełnił też funkcje w komisjach Międzynarodowej Unii Kolarskiej (od 1997), od 2000 był wiceprzewodniczącym Europejskiej Unii Kolarskiej, a w 2009 został wybrany jej przewodniczącym. Od 2005 do 2009 był wiceprezesem Polskiego Komitetu Olimpijskiego, a od 2009 zasiadał w prezydium PKOl.
W 2000 został odznaczony Krzyżem Oficerskim Orderu Odrodzenia Polski za wybitne zasługi w działalności na rzecz kolarstwa polskiego.
Został pochowany na miejscowym cmentarzu w Laskach. 